# Digitígrado
Digitígrado é aquele que anda sobre os dedos, como, por exemplo: os gatos, os cães e a maior parte dos mamíferos, com exceção dos humanos, ursos e poucos outros. Digitígrados geralmente movem-se mais rápido e mais silenciosamente do que os outros tipos de animais. Normalmente, os digitígrados têm maior facilidade de caça, por exemplo, já que possuem maior agilidade e destreza com movimentos.
Enquanto os humanos caminham sobre a sola dos pés (plantígrado) apoiada no chão para sua locomoção (veja, humanos conseguem caminhar sobre os dedos do pé, porém isto é extremamente forçoso para seus pés), animais digitígrados caminham sobre suas falange distal e falange intermediária. A locomoção digitígrada é responsável pelo aspecto característico das pernas de um cão.